# 김명수 (법조인)
김명수(金命洙, 1959년 10월 12일~)는 대한민국의 제16대 대법원장이다.

## 생애
부산에서 태어나 항도중학교, 부산고등학교를 거쳐 서울대학교를 졸업하였다. 1983년 사법시험 25회에 합격하여 사법연수원 15기를 수료하고 1986년 서울지방법원 북부지원 판사로 임관했다. 
1988년 노태우 정부가 전두환 정부의 대법원장을 유임시키려하자 이에 대해 판사들이 반발했던 '2차 사법파동'에 참여했다. 2차 사법파동을 계기로 법원 내 학술단체 <우리법연구회>가 시작되었고 김명수도 이 연구회에서 활동하다가 2004년 회장을 맡기도 했다. 2011년 <우리법연구회>의 후신 격인 <국제인권법연구회>가 탄생하자 그 초대 회장이 되어 유엔 국제인권법 매뉴얼 한국어판을 처음으로 발간하고 서울대 공익인권법센터와 함께 성소수자 인권에 관한학술대회를 개최했다.
대법원 재판연구관, 서울중앙지방법원 부장판사, 특허법원 부장판사, 서울고등법원 부장판사 등을 지내고, 2016년부터 춘천지방법원장을 맡았다. 2002년에는 주한미군이 낸 교통사고로 피해자가 식물인간이 된 사건에서 가해자가 "신호위반 사실을 부인하며 피해 배상을 지체하는 등 반성의 기미가 보이지 않는다"며 징역 8월을 선고하여 주한미군에 대해 이례적인 판결을한 바가 있으며 서울고등법원 부장판사로 재직하던 2015년에 전교조가 청구한 법외노조 효력정지 가처분 신청 사건에서 "교원노조법 조항이 헌법에 위반된다고 의심할 만한 상당한 이유가 있어 위헌법률심판제청을 했다는 점을 전제로 전교조 법외노조 통보 처분에 대한 효력정지 사유가 인정된다고 본 원심의 판단에는 집행정지에 관한 법리를 오해한 위법이 있다"고 하여 사건을 파기환송한 대법원의 입장에 반하여 가처분 신청을 인용하였고  삼성에버랜드 노동조합 부지회장의 해고 사건에서 부당해고 판결을 했다.

### 대법원장
2017년 8월 21일 문재인 대통령으로부터 대법원장 후보로 지명되었고, 한 달 후인 9월 21일 국회에서 찬성 160표, 반대 134표로 인준안이 통과되었다. 이 과정에서 이념적인 편향 문제가 제기되자, "개인의 기본권 보장과 소수자 보호라는 사법의 본질적인 사명에 충실한 재판을 해야 한다"는 소신을 가지고 재판에 임해왔으며 "처리한 사건들 중 진보적이라고 평가받은 사건도 있는 반면, 보수적이라고 평가받은 사건도 상당히 많다"는 점에서도 "진보나 보수, 좌우의 이분법적인 잣대로 규정하는 것에는 동의하기 어렵다"고 말했다.
2018년 1월 24일 법관에 대한 뒷조사와 재판 뒷거래 정황을 드러낸 사법부 블랙리스트 추가조사위원회의 조사결과와 관련하여  대법관 간담회 뒤 발표한 입장문에서 "사법부에 대한 국민의 신뢰에 큰 상처를 준 것에 대해 국민 여러분의 충격과 분노 그리고 실망감이 어떤지 잘 알고 있고, 저 역시 참담한 심정이다. 대법원장으로서 마음 깊이 사과한다”고 밝히며 "추가조사위원회 조사결과를 보완하고 후속 조처를 논의할 기구 구성과 행정처 개편 등 근본적 제도개선책 마련하겠다"고 했다.
김선수 대법관이 2018년 8월에 취임하면서 "특정 로펌과 관계있는 대법관의 사건처리를 규제하는 대법원 공직자윤리위원회 권고의견 제8호를 완화해달라"고 대법원 공직자윤리위원회에 요구했다가 받아들여지지 않자, "특정 로펌에 배우자나 2촌 이내 친족이 있으면 재판부에서 제외한다"는 원칙을 완화하여 김앤장 법률사무소, 법무법인 화우, 지평, KCL(이상 로펌), 김선수, 노정희, 김재형, 조희대(이상 대법관)가 대법원 사건 변론이나 재판부 참여에 제약이 줄어든 것과 관련하여 일제강점기 강제징용 사건에서 김선수 대법관의 동생 부인이 피고 측 대리인 김앤장 법률사무소에서 근무하고 있는 이유로 재판에 참여시킨 것에 대해 논란이 있었다.
김경수 (정치인)에 대한 업무방해죄 등으로 징역2년을 선고하면서 법정구속된 것과 관련하여 논란이 있자 자유한국당 나경원 원내대표가 2019년 2월 1일 국회에서 열린 비상원내대책회의에서 "더불어민주당이 사법적폐세력의 보복판결이라고 말하면서 사법부의 존립을 흔드는 대대적인 공격을 하고 있지만, 온몸으로 법관의 독립을 지키겠다고 말한 대법원장의 목소리가 들리지 않는다"며 "만약 사법부의 권위와 독립을 정권 발 밑에 바치고자 한다면 탄핵 대상은 바로 대법원장"이라고 말하였으며
2019년 2월 1일 출근길에 "건전한 비판을 넘어서 그 내용이 과도하거나 재판을 한 법관 개인에 대한 공격을 하는 것은 헌법상 보장된 법관 독립의 원칙이나 법치주의 원리에 비춰 적절하지 않습니다."고 하면서 "헌법이나 법률에 의하면 판결결과에 불복이 있으면 정한 절차에 따라서 불복을 할 수 있다는 것을 덧붙여 말씀드릴 뿐입니다."고 말했다.
이에 보수 성향의 변호사 모임인 한반도 인권과 통일을 위한 변호사모임이 김명수 대법원장이 "판결 비판은 바람직하지만 법관 비난은 부적절하다"고 간단히 답변한 것과 관련하여 판결 비판을 용인하여 "삼권분립을 해쳤다"는 이유로 대법원장의 사퇴를 촉구했다.

## 도로교통법 위반
1978년 10월 서울대학교 법과대학 2학년 재학 중 노량진 시위 현장에서 연행돼 도로교통법위반 죄로 즉결심판을 받고 구류 25일을 선고받았다.

## 학력
- 1974년: 항도중학교 졸업
- 1977년: 부산고등학교 졸업
- 1981년: 서울대학교 법학과 학사

## 경력
- 1983년: 제25회 사법시험 합격(사법연수원 15기 수료)
- 1986년~1988년: 서울지방법원 북부지원 판사
- 1988년~1990년: 서울민사지방법원 판사
- 1990년~1992년: 마산지방법원 진주지원 판사
- 1992년~1994년: 서울지방법원 서부지원 판사
- 1994년~1996년: 서울민사지방법원 판사
- 1996년~1997년: 서울지방법원 동부지원 판사
- 1997년~1999년: 서울고등법원 판사
- 1999년~2002년: 대법원 재판연구관
- 2002년~2004년: 수원지방법원 부장판사
- 2004년~2007년: 서울중앙지방법원 부장판사
- 2007년~2008년: 서울북부지방법원 부장판사
- 2008년~2009년: 특허법원 부장판사
- 2009년~2010년: 특허법원 수석부장판사
- 2010년~2016년: 서울고등법원 부장판사
- 2016년~2017년: 제46대 춘천지방법원 법원장
- 2016년~2017년: 제44대 강원도선거관리위원회 위원장
- 2017년~2023년: 제16대 대법원장
- 2019년~2023년: 사법행정자문회의 의장

## 가족
딸이 사법연수원 38기 아들이 연수원 42기로 모두 법조인이다.